# Маньга (деревня)
Ма́ньга (карел. Man′gu, Man’gankülä) — старинная карельская деревня в составе Пряжинского городского поселения в Пряжинском национальном муниципальном районе Республики Карелия, комплексный памятник архитектуры.

## Общие сведения
Расположена в 12 км к юго-востоку от посёлка Пряжа по автодороге «Р21» Пряжа — Леметти, на правом берегу реки Маньга.
Территория ограничена с северо-востока крутым холмом, с юго-запада заболоченным берегом реки. Через деревню проходит единственная улица.
Впервые упоминается в писцовой книге Обонежской пятины в 1563 году как четырёхдворный починок Мангинский.

## Часовня Рождества Богородицы
В деревне находится деревянная часовня Рождества Богородицы постройки XVIII века. Трёхчастный сруб часовни размером 14 метров в длину и 6,5 м в ширину состоит из более высокой, увенчанной главкой часовни и примыкающих к ней с запада трапезной и сеней, в которые с севера и юга ведут два одномаршевых крытых крыльца. Часовня имеет богатое декоративное убранство: в частности, полицы шатра прорезаны на концах по форме круга, причелины украшены контурной и выемчатой резьбой, верхние косяки окон молельни вырезаны в виде лучковых арок. Резной декор часовни создаёт своеобразную игру света и тени, монохромную иллюминацию на фоне меняющегося неба.
Один из интересных композиционных элементов часовни — мотив сдвоенности: «Двускатную крышу храмовой части дублирует расположенная чуть ниже по уровню аналогичная конструкция над трапезной и сенями. Двойные воротнички полиц украшают звонницу. Органичную пару составляют окна в стенах собственно часовни и трапезной. В сени можно попасть по одному из двух крытых крылечек, расположенных с северной и южной стороны здания симметрично главной его оси».
Часовня упомянута в третьем томе «Полного географического описания нашего Отечества», изданной в 1899—1914 годах под общим руководством вице-председателя Императорского русского географического общества П. П. Семёнова-Тян-Шанского и председателя отделения этнографии профессора В. И. Ламанского. С 1960 года — памятник архитектуры республиканского значения, была отрестраврирована в 1970-х годах. По состоянию на 2013 год, часовня включена в список объектов для реставрации к 100-летию Республики Карелия (2020 год).
Иконы «Знамение» и «Никола», ранее украшавшие часовню, находятся в Государственном Русском музее.

## Население
| 2002 | 2010 | 2013 |
| ---- | ---- | ---- |
| 21   | ↗33  | ↗35  |

## Фотогалерея

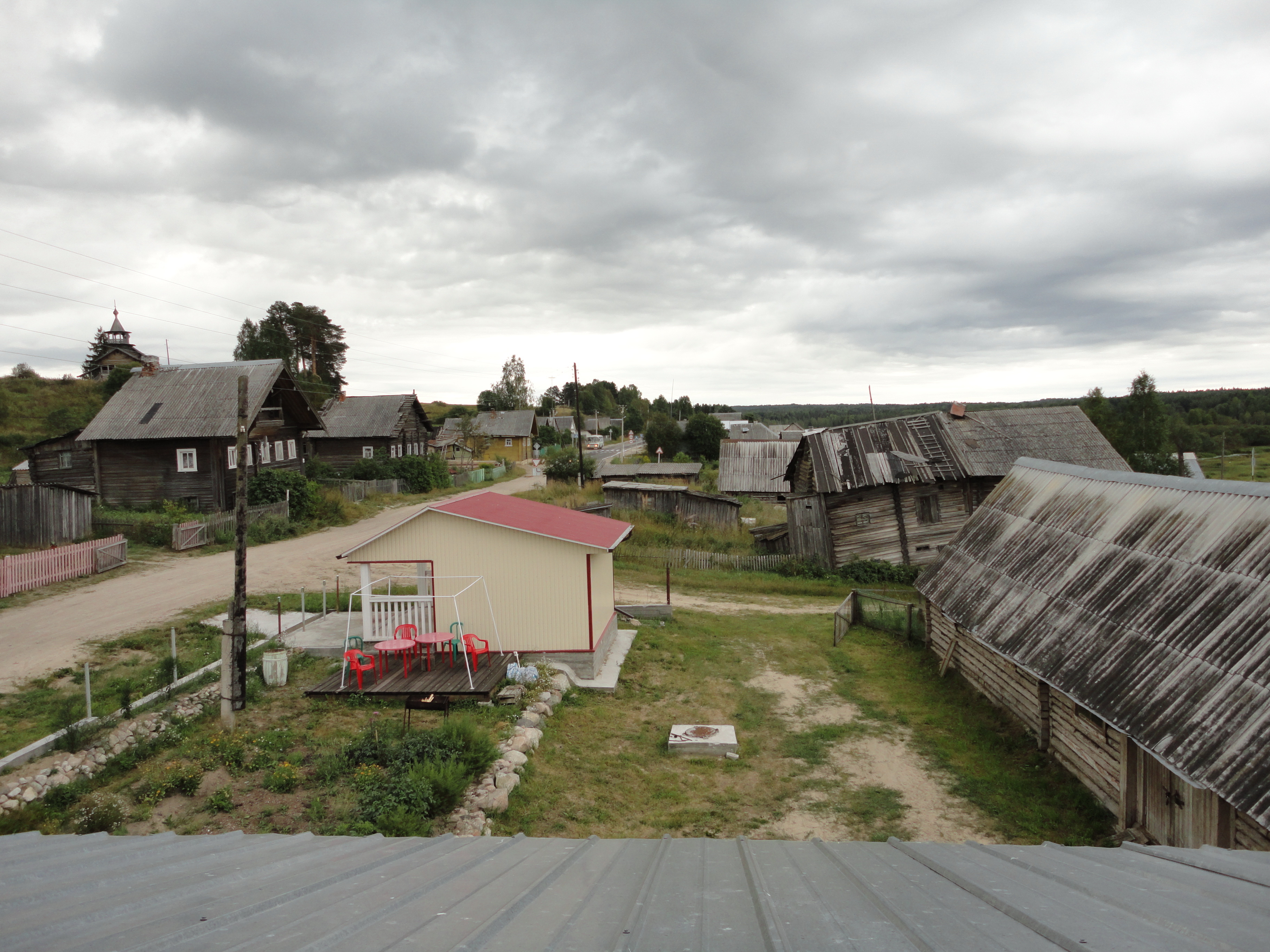
Новые и старые дома.
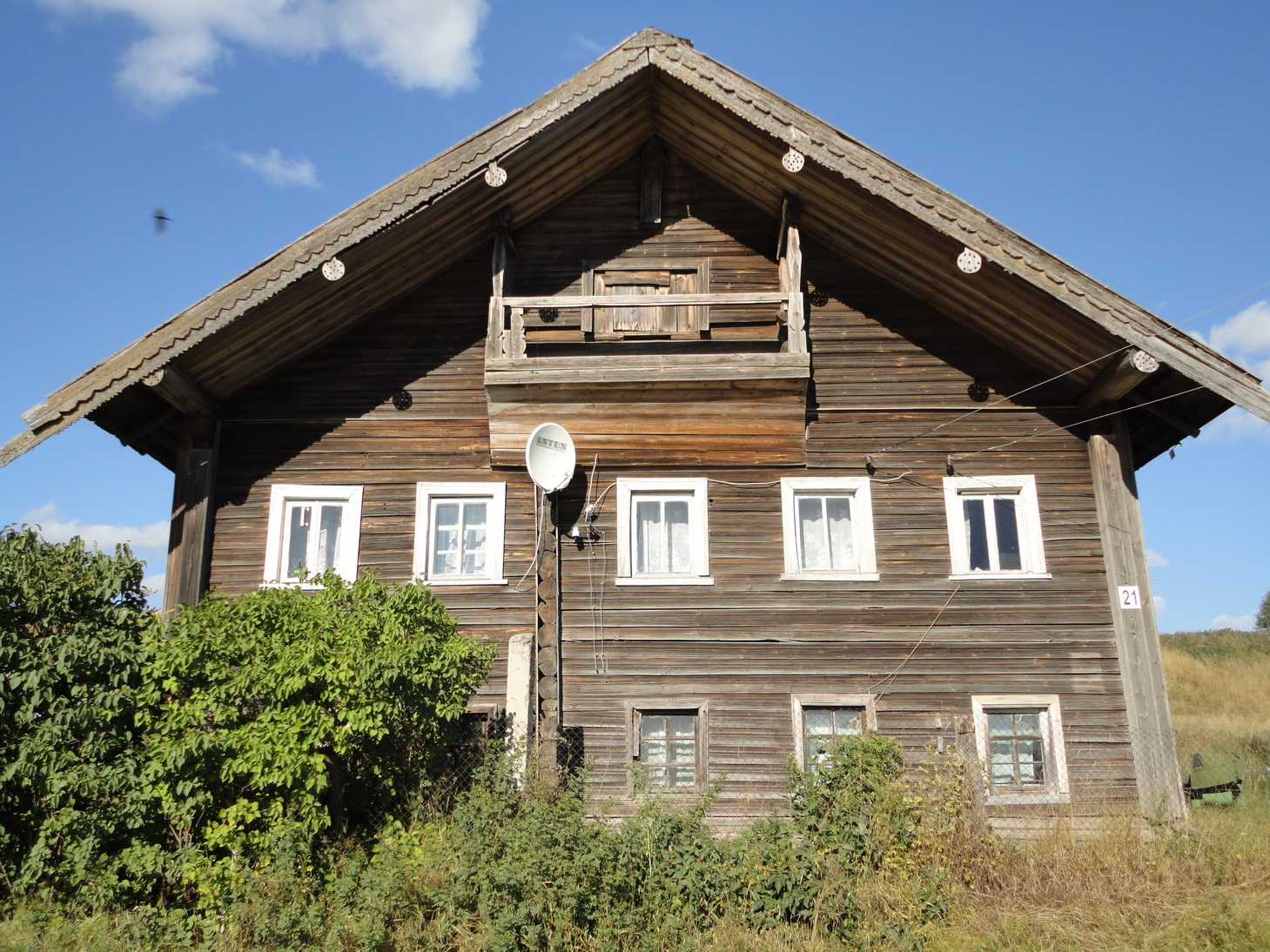
Жилой деревянный дом.
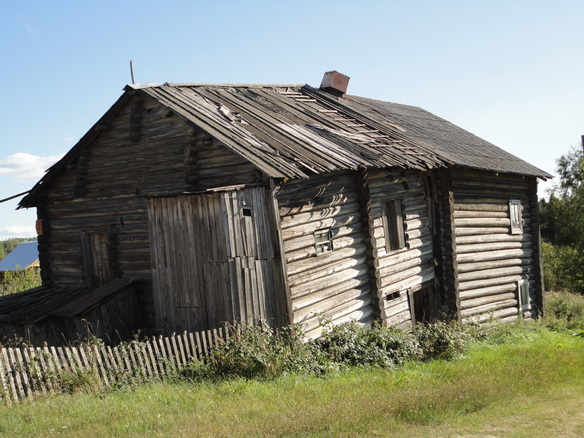
Старинный деревянный дом.
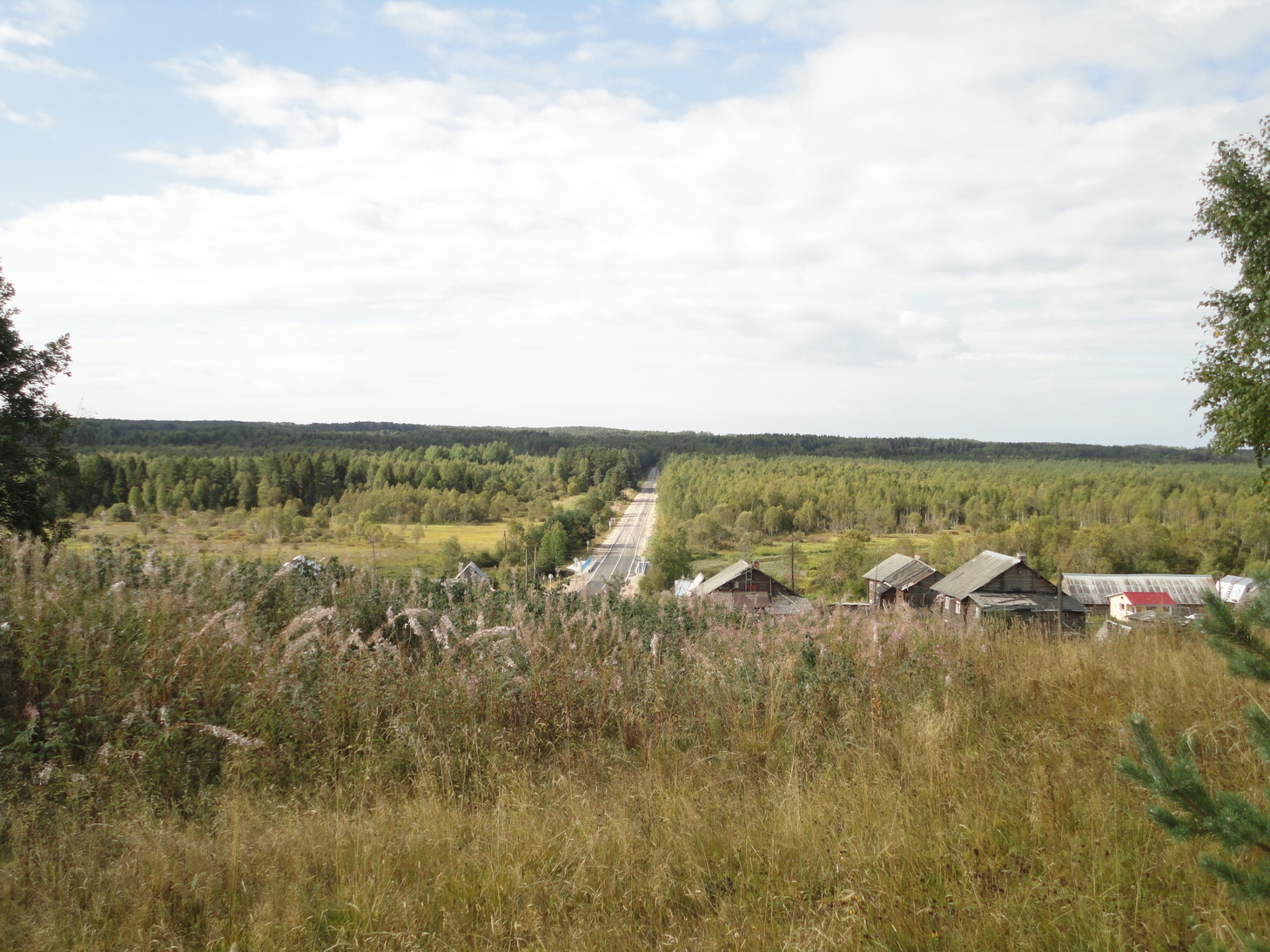
Вид на деревню Маньга и дорогу «Р21» Пряжа — Леметти.